# 安瓦爾·沙米姆
空軍元帥穆罕默德·安瓦尔·沙米姆（1931年10月1日—2013年1月4日），是巴基斯坦空军高級军官，1978年擔任空軍参谋长，直到1985年退休。
他于1931年出生于英屬印度西北邊境省哈利普爾縣，是一名职业战斗机飞行员，曾参与第二次印巴戰爭和第三次印巴戰爭。1970年黑色九月事件發生後，他成為駐約旦的軍事顧問，幫助約旦政府軍對抗巴解組織。
作为一名參謀長，安瓦尔·沙米姆以采取主动使該國空軍現代化而闻名。1983年，巴基斯坦空軍在他的談判下成功地从美國手中购买了F-16戰鬥機，并购买了雷達技術以加强巴基斯坦的防空。在任期内，安華·沙敏在軍政府中发挥了影响力，就涉及巴基斯坦国家安全委员會的政策事项向時任巴基斯坦總統齊亞·哈克提供咨询。
此外，安瓦尔·沙米姆还是巴基斯坦空軍任期第二长的參謀長。他于2013年1月去世，并以國葬之禮隆重安葬。